# Seznam francoskih spationavtov
Seznam francoskih spationavtov.

## B
- Patrick Baudry

## C
- Jean-Loup Chrétien
- Jean-François Clervoy

## E
- Léopold Eyharts

## F
- Jean-Jacques Favier

## H
- Jean-Pierre Haigneré
- Claudie Haigneré

## P
- Philippe Perrin
- Thomas Gautier Pesquet

## T
- Michel Tognini